# Hatschekia bramae
Hatschekia bramae is een eenoogkreeftjessoort uit de familie van de Hatschekiidae. De wetenschappelijke naam van de soort is voor het eerst geldig gepubliceerd in 1870 door Beneden.